# Matías Aguirregaray
Matías Aguirregaray Guruceaga (ur. 1 kwietnia 1989 w Porto Alegre) – urugwajski piłkarz pochodzenia hiszpańskiego z obywatelstwem brazylijskim występujący na pozycji prawego obrońcy, obecnie zawodnik hiszpańskiego UD Las Palmas.

## Kariera klubowa
Aguirregaray urodził się w brazylijskim mieście Porto Alegre, gdzie jego ojciec Óscar, również piłkarz, występował w zespole SC Internacional. Po powrocie rodziny do Urugwaju rozpoczął treningi w akademii juniorskiej drużyny CA Peñarol z siedzibą w stołecznym mieście Montevideo. Do ekipy seniorów został włączony jako osiemnastolatek i w urugwajskiej Primera División zadebiutował w sezonie 2007/2008, kiedy to jego klub zdobył wicemistrzostwo kraju. Młody zawodnik szybko wywalczył sobie miejsce w pierwszym składzie i w rozgrywkach 2009/2010 znacząco pomógł Peñarolowi w osiągnięciu tytułu mistrzowskiego. W październiku 2010 na kolejne kilka miesięcy dołączył do hiszpańskiego trzecioligowca Terrassa FC, wyłącznie w celu otrzymania obywatelstwa tego kraju, co pomogłoby mu w późniejszym czasie znaleźć zatrudnienie w mocniejszych klubach z Europy. W barwach Terrassy nie rozegrał ani jednego spotkania.
Latem 2011 Aguirregaray powrócił do ojczyzny, do Montevideo Wanderers, jednak natychmiast został wypożyczony na rok z opcją pierwokupu do włoskiego US Città di Palermo za sumę 250 tysięcy euro. W Serie A zadebiutował 21 września 2011 w wygranym 3:2 spotkaniu z Cagliari Calcio, ogółem w barwach Palermo rozgrywając dwanaście ligowych meczów i zajął ze swoją drużyną miejsce w dolnej połowie tabeli. We wrześniu 2012 został zawodnikiem rumuńskiego zespołu CFR Cluj.

## Kariera reprezentacyjna
W 2009 roku Aguirregaray został powołany do reprezentacji Urugwaju U-20 na Młodzieżowe Mistrzostwa Ameryki Południowej. Pełnił tam rolę podstawowego gracza drużyny, wpisując się na listę strzelców w wygranym 2:1 spotkaniu z Kolumbią, za to jego kadra zajęła ostatecznie trzecie miejsce i zakwalifikowała się na Mistrzostwa Świata U-20 w Egipcie. Tam z kolei Urugwajczycy zakończyli swój udział w turnieju na 1/8 finału, za to sam zawodnik rozegrał dwa mecze. W 2012 roku znalazł się w ogłoszonym przez selekcjonera Óscara Tabáreza składzie reprezentacji Urugwaju U-23 na Igrzyska Olimpijskie w Londynie. W tych rozgrywkach Urugwaj nie wyszedł z grupy, notując zwycięstwo i dwie porażki, a on sam wystąpił w dwóch spotkaniach.
W seniorskiej reprezentacji Urugwaju Aguirregaray zadebiutował za kadencji selekcjonera Óscara Tabáreza, 14 listopada 2012 w wygranym 3:1 meczu towarzyskim z Polską.